# Nekrolog 1766
Nekrolog
◄◄
| ◄
| 1762
| 1763
| 1764
| 1765
| 1766 | 1767 | 1768 | 1769 | 1770 | ► | ►►
Weitere Ereignisse | Allgemeiner Nekrolog 1766
Die Beschreibung der verstorbenen Person sollte so kurz wie möglich gehalten sein und nur deren signifikante Tätigkeit(en) enthalten.
Neue Namen ggf. auch unter dem Geburts- und Sterbedatum, also etwa unter 1. Januar und im Geburts- und Sterbejahr (2024) eintragen (nur bei entsprechender großer Wichtigkeit). Für Beispiele siehe die schon vorhandenen Artikel.
Außerdem über die fünf zuletzt Verstorbenen, zu denen es einen ausreichend guten Artikel für eine Präsentation auf der Hauptseite gibt, nach der todesbedingten Überarbeitung der Artikel ggf. auch unter Wikipedia Diskussion:Hauptseite informieren und sie am besten auch in den anderen Wikipedia-Sprachversionen eintragen. Tipp: Regelmäßig bei news.google.de nach „ist tot“, „gestorben“ oder „verstorben“ suchen.
Wenn eine Person gestorben ist, gibt es viele Seiten zu dieser Person in der Wikipedia, die davon auch betroffen sind und entsprechend aktualisiert werden müssen. Beispiele: Namenübersichtsseite, Geburtsjahr, Geburtsort-Seiten und viele mehr.
Wie finde ich die betroffenen Seiten?
Im Suchfeld auf der linken Seite gibt man den Suchbegriff so ein: „Vorname Nachname“. Dann klickt man auf Volltext und alle Seiten mit entsprechendem Suchtext werden aufgerufen. Hier sieht man dann schnell, wo auch das Todesjahr Sinn macht oder sogar ein Teil des Artikels angepasst werden muss. Auch hilft das „Werkzeug“ auf der linken Seite sehr gut, um solche Seiten aufzufinden: „Links auf diese Seite“. Somit ist die Wikipedia wieder aktuell in allen Bereichen! Hinweis: bei Eintragung der Kategorie „Gestorben JAHR“ wird der Missbrauchsfilter 49 ausgelöst, was jedoch nicht schlimm ist. Siehe: Spezial:Missbrauchsfilter/49
Dies ist eine Liste von im Jahr 1766 verstorbenen bekannten Persönlichkeiten. Die Einträge erfolgen innerhalb der einzelnen Daten alphabetisch sortiert. Tiere sind im Nekrolog für Tiere zu finden.

## Januar
| Tag        | Name                                    | Beruf, bekannt als                                                                                            | Alter | Beleg |
| ---------- | --------------------------------------- | --- | ----- | ----- |
| 1. Januar  | James Francis Edward Stuart             | Thronprätendent für den schottischen und den englischen Thron                                                 | 77    |       |
| 6. Januar  | Johann Wilhelm Edmund von Sinzendorf    | österreichischer Diplomat und Staatsmann                                                                      | 68    |       |
| 9. Januar  | Thomas Birch                            | englischer Schriftsteller und Historiker                                                                      | 60    |       |
| 9. Januar  | Ernst Christoph Böttcher                | deutscher Kaufmann, Gründer und Stifter des Königlichen Evangelischen Schullehrerseminar und einer Freischule | 68    |       |
| 14. Januar | Friedrich V.                            | König von Dänemark und Norwegen                                                                               | 42    |       |
| 17. Januar | Francis Godolphin, 2. Earl of Godolphin | britischer Politiker                                                                                          | 87    |       |
| 19. Januar | Giovanni Niccolò Servandoni             | italienisch-französischer Maler, Theaterdekorateur und Architekt                                              | 70    |       |
| 23. Januar | William Caslon                          | britischer Graveur und Schriftentwerfer                                                                       |       |       |
| 26. Januar | Jean-François de La Cropte de Bourzac   | französischer Bischof und Abt der Abtei Saint Martial                                                         | 69    |       |
| 29. Januar | Johann Friedrich Mögling                | deutscher Jurist                                                                                              | 75    |       |

## Februar
| Tag         | Name                             | Beruf, bekannt als                                                                                  | Alter | Beleg |
| ----------- | -------------------------------- | --------------------------------------------------------------------------------------------------- | ----- | ----- |
| 4. Februar  | Giovanni Donà                    | venezianischer Adliger                                                                              | 74    |       |
| 5. Februar  | Leopold Joseph von Daun          | österreichischer Feldmarschall und Feldherr im Siebenjährigen Krieg                                 | 60    |       |
| 8. Februar  | Catharina Backer                 | niederländische Malerin und Zeichnerin                                                              | 76    |       |
| 8. Februar  | Carl Albert von Roedern          | preußischer Minister                                                                                | 61    |       |
| 10. Februar | Andrea Gallasini                 | Stuckateur und Architekt des Barock                                                                 | 84    |       |
| 15. Februar | Jean Hellot                      | französischer Chemiker                                                                              | 80    |       |
| 16. Februar | Johann August Landvoigt          | deutscher Jurist und Librettist                                                                     | 50    |       |
| 16. Februar | Heinrich Schneider               | deutscher Benediktiner und Abt                                                                      | 52    |       |
| 16. Februar | Cölestina Zeiler                 | Benediktineräbtissin in der Habsburgermonarchie                                                     | 75    |       |
| 20. Februar | Johann Friedrich Küpfer          | deutsch-schweizerischer Industrieller                                                               | 57    |       |
| 22. Februar | Friedrich August von Finck       | preußischer General                                                                                 | 47    |       |
| 23. Februar | François Louis Dubois            | Orgelbauer in Ammerschwihr und Kaysersberg (Elsass)                                                 | 39    |       |
| 23. Februar | Stanislaus I. Leszczyński        | König von Polen und Großfürst von Litauen (1704–1709, 1733–1736); Herzog von Lothringen (1737–1766) | 88    |       |
| 23. Februar | Georg Friedrich Merckel          | elsässischer Orgelbauer                                                                             | 74    |       |
| 26. Februar | August Bernhard Valentin Herbing | deutscher Organist und Komponist                                                                    | 30    |       |

## März
| Tag      | Name                                | Beruf, bekannt als                                                                  | Alter | Beleg |
| -------- | ----------------------------------- | ----------------------------------------------------------------------------------- | ----- | ----- |
| 3. März  | Gregor Joseph Werner                | österreichischer Komponist und Kapellmeister am Hof Esterházy                       | 73    |       |
| 4. März  | Jacques-André-Joseph Camelot Aved   | französischer Maler und Kunsthändler                                                | 64    |       |
| 4. März  | Philipp Pfaff                       | Hofzahnarzt Friedrichs des Großen                                                   |       |       |
| 4. März  | Peter Thumb                         | Baumeister des Rokoko                                                               | 84    |       |
| 6. März  | Gottfried Tollmann                  | evangelischer Pfarrer und Kirchenliederdichter                                      | 85    |       |
| 7. März  | Robert Gardelle                     | Schweizer Maler und Kupferstecher                                                   | 83    |       |
| 10. März | Jane Colden                         | nordamerikanische Botanikerin                                                       | 41    |       |
| 12. März | Friedrich Franz Ernst von Plotho    | preußischer Oberst, Chef des Garnisonsregiments Nr. 4 und Ritter des Pour le Merite | 67    |       |
| 13. März | Christian Gottlob Kändler           | Rektor und Publizist                                                                | 62    |       |
| 13. März | Friedrich Theodosius Müller         | deutscher lutherischer Geistlicher und Theologe                                     | 49    |       |
| 16. März | Friedrich Schulze                   | deutscher lutherischer Geistlicher und Theologe, Stiftssuperintendent in Zeitz      | 75    |       |
| 20. März | Giovanni Battista Pescetti          | italienischer Komponist                                                             |       |       |
| 21. März | Hierotheus Confluentinus            | katholischer Priester, Kapuziner, Historiker, Schriftsteller und Ordensprovinzial   | 83    |       |
| 21. März | Johann Christian Petersen           | deutscher Jurist und Bürgermeister der Stadt Rostock                                | 83    |       |
| 24. März | Joseph Biner                        | Schweizer katholischer Theologe, Jesuit und Kanonist                                | 68    |       |
| 29. März | Jacques-Barthélemy Micheli du Crest | Genfer Politiker, Physiker, Kartograf und Geodät                                    | 75    |       |
| 31. März | Ernst Martin Ditmar                 | deutscher evangelisch-lutherischer Geistlicher und Dompropst                        | 52    |       |
| 31. März | Georg Christian Urlaub              | deutscher Maler des Barock                                                          |       |       |

## April
| Tag       | Name                                 | Beruf, bekannt als                                                    | Alter | Beleg |
| --------- | ------------------------------------ | --------------------------------------------------------------------- | ----- | ----- |
| 1. April  | Johann Leonhard Dober                | Missionar der Herrnhuter Brüdergemeine                                | 60    |       |
| 4. April  | Ove Juel                             | dänischer Generalleutnant                                             | 65    |       |
| 7. April  | Tiberius Hemsterhuis                 | niederländischer Philologe                                            | 81    |       |
| 7. April  | Johann Albert von Korff              | russischer Diplomat und Präsident der Akademie der Wissenschaften     | 68    |       |
| 12. April | Johann Jakob Zehender                | Schweizer evangelischer Geistlicher und Heimatforscher                | 78    |       |
| 13. April | Friedrich Wilhelm Beelen             | Bürgermeister der Reichsstadt Aachen                                  |       |       |
| 15. April | Robert Whytt                         | englischer Arzt                                                       | 51    |       |
| 21. April | Alexei Petrowitsch Bestuschew-Rjumin | russischer Feldmarschall und Reichskanzler                            | 72    |       |
| 21. April | Christoph Dietrich von Keller        | deutscher Politiker und Diplomat                                      | 66    |       |
| 23. April | Sebastián de la Cuadra y Llarena     | spanischer Politiker und Ministerpräsident                            | 79    |       |
| 24. April | Gebhard Ulrich von Perckentin        | deutsch-dänischer Geheimer Rat und Landdrost der Herrschaft Pinneberg | 76    |       |
| 27. April | Lorenz Pasch der Ältere              | schwedischer Maler                                                    |       |       |
| 29. April | Johann Bernhard Wiedeburg            | deutscher Mathematiker und Astronom                                   | 79    |       |

## Mai
| Tag     | Name                             | Beruf, bekannt als                                                                                  | Alter | Beleg |
| ------- | -------------------------------- | --------------------------------------------------------------------------------------------------- | ----- | ----- |
| 1. Mai  | Karl Wilhelm von Kleist          | preußischer Offizier, Träger des Militärordens Pour le Mérite                                       | 58    |       |
| 3. Mai  | Johann Friedrich Schaevius       | Jurist und Ratsherr der Hansestadt Lübeck                                                           |       |       |
| 5. Mai  | Jean Astruc                      | französischer Arzt, Professor der Medizin und Bibelkritiker                                         | 82    |       |
| 5. Mai  | Nikolaus Friedrich von Korff     | russischer Militär                                                                                  | 55    |       |
| 6. Mai  | Johann Michael Fischer           | deutscher Baumeister                                                                                | 74    |       |
| 6. Mai  | Nikolaus Barward Mentze          | Lübecker Kaufmann und Ratsherr                                                                      |       |       |
| 7. Mai  | Thomas Arthur de Lally-Tollendal | französischer General                                                                               | 64    |       |
| 7. Mai  | Lorenz Rosenegger                | Rechenmeister beim Salzbergwerk Dürrnberg                                                           |       |       |
| 10. Mai | Jakob Wilhelm Feuerlein          | lutherischer Theologe                                                                               |       |       |
| 10. Mai | Mendel Heymann                   | Sofer und Gemeindeschreiber in Dessau, Stammvater der Familie Mendelssohn                           |       |       |
| 11. Mai | John Robinson                    | britisch-amerikanischer Politiker                                                                   |       |       |
| 12. Mai | Michael Christoph Brandenburg    | deutscher evangelisch-lutherischer Geistlicher, Dichter und Librettist                              |       |       |
| 13. Mai | Martin Hannibal                  | deutscher Münz-Stempelschneider und Medailleur                                                      |       |       |
| 24. Mai | Franz Andreas von Borcke         | preußischer Generalleutnant, Chef des Infanterie-Regiments Nr. 20, Kommandant der Festung Magdeburg |       |       |
| 26. Mai | Elias Hayum                      | Hof- und Milizfaktor in Mannheim                                                                    | 57    |       |
| 27. Mai | Iwan Iwanowitsch Polsunow        | russischer Erfinder                                                                                 |       |       |

## Juni
| Tag      | Name                          | Beruf, bekannt als                                                        | Alter | Beleg |
| -------- | ----------------------------- | ------------------------------------------------------------------------- | ----- | ----- |
| 2. Juni  | Ferdinand Ludwig von Saul     | sächsischer Legationsrat, Geheimrat und Diplomat                          | 54    |       |
| 3. Juni  | Georg Friedrich von Killinger | Oberkriegskommissar und Geheimer Kriegsrat                                | 64    |       |
| 3. Juni  | Giuseppe Nogari               | italienischer Maler                                                       |       |       |
| 7. Juni  | Paul von Colindres            | spanischer Kapuziner und Generalminister (Generaloberer) des Gesamtordens | 69    |       |
| 20. Juni | Gustav Bogislav von Münchow   | preußischer General, Vertrauter Friedrichs II.                            | 79    |       |
| 21. Juni | Claudio Francesco Beaumont    | italienischer Maler                                                       | 71    |       |
| 23. Juni | Thomas Roseingrave            | englischer Komponist, Organist und Cembalist des Hochbarock               |       |       |
| 24. Juni | Adrien-Maurice de Noailles    | Marschall von Frankreich                                                  | 87    |       |
| 29. Juni | Arnold Franz von Tornaco      | kaiserlicher hoher Offizier, Gouverneur und Diplomat                      | 70    |       |

## Juli
| Tag      | Name                                          | Beruf, bekannt als                                                                                    | Alter | Beleg |
| -------- | --------------------------------------------- | --- | ----- | ----- |
| 1. Juli  | Remigius Seiffart von Klettenberg             | Mediziner, Politiker                                                                                  | 73    |       |
| 1. Juli  | Jean-François Lefèbvre, chevalier de la Barre | französischer Adeliger                                                                                | 20    |       |
| 2. Juli  | Sophie Caroline von Camas                     | deutsche Adlige; Vertraute Friedrichs II. von Preußen                                                 |       |       |
| 4. Juli  | Johann Friedrich Burg                         | deutscher evangelischer Theologe                                                                      | 77    |       |
| 7. Juli  | Abraham Gugenheim                             | deutscher Kaufmann und Schwiegervater von Moses Mendelssohn                                           |       |       |
| 8. Juli  | Adam Levin von Witzleben der Jüngere          | dänischer Offizier und Gutsbesitzer                                                                   | 45    |       |
| 9. Juli  | Jonathan Mayhew                               | nordamerikanischer Theologe und Autor                                                                 | 45    |       |
| 10. Juli | Henning Calvör                                | deutscher Bergbauingenieur und Theologe                                                               |       |       |
| 11. Juli | Johann Gottfried Biedermann                   | deutscher Genealoge für den fränkischen Raum                                                          | 60    |       |
| 11. Juli | Elisabetta Farnese                            | Königin von Spanien                                                                                   | 73    |       |
| 14. Juli | Franz Maximilian Kaňka                        | böhmischer Architekt                                                                                  | 91    |       |
| 15. Juli | Pompilio Maria Pirrotti                       | italienischer Piarist und Heiliger                                                                    | 55    |       |
| 17. Juli | Giuseppe Castiglione                          | italienischer Jesuiten-Missionar und Maler in China                                                   | 77    |       |
| 17. Juli | Barthold Fritze                               | deutscher Erfinder, Musiktheoretiker und Tasteninstrumentenbauer                                      |       |       |
| 22. Juli | Christophorus Balbus                          | deutscher Benediktinerabt                                                                             | 64    |       |
| 24. Juli | Filippo Acciaiuoli                            | italienischer Geistlicher, päpstlicher Diplomat, Bischof von Ancona und Kardinal der Römischen Kirche | 66    |       |

## August
| Tag        | Name                    | Beruf, bekannt als                                                | Alter | Beleg |
| ---------- | ----------------------- | ----------------------------------------------------------------- | ----- | ----- |
| 3. August  | Leonard Abington        | britischer Violinist, Trompeter, Sänger und Komponist             | 42    |       |
| 12. August | Gustav Friedrich Gebser | deutscher Beamter, Amtmann des kursächsischen Amtes Sittichenbach | 71    |       |
| 14. August | Johann Caspar Altenauer | deutscher Artillerist des Barock, Schildwirt                      |       |       |
| 24. August | Friedrich Wilhelm Otte  | Großkaufmann                                                      | 51    |       |
| 27. August | Heinrich Andreas Koch   | deutscher Jurist und braunschweigischer Landeshistoriker          |       |       |
| 31. August | Carl Andreas von Wehner | preußischer Landrat                                               | 28    |       |

## September
| Tag           | Name                                 | Beruf, bekannt als                               | Alter | Beleg |
| ------------- | ------------------------------------ | ------------------------------------------------ | ----- | ----- |
| 1. September  | Peter Anich                          | Kartograf und Pionier der Hochgebirgskartografie | 43    |       |
| 5. September  | Markus Hansiz                        | Jesuit und Historiker                            | 83    |       |
| 6. September  | Archibald Bower                      | schottischer Jesuit                              | 80    |       |
| 11. September | Hans Heinrich Taube von Kudding      | schwedischer Hofmarschall                        | 68    |       |
| 13. September | Johann Ludwig Fricker                | deutscher Pfarrer und Vertreter des Pietismus    | 37    |       |
| 20. September | Martinus Ræhs                        | dänischer Stadtmusiker, Flötist und Komponist    | 64    |       |
| 20. September | Franz Ignaz Albert von Werdenstein   | Weihbischof in Freising                          | 68    |       |
| 24. September | Johann Hencke                        | österreichischer Orgelbauer                      | 68    |       |
| 25. September | Michael Christoph Emanuel Hagelgans  | deutscher Maler                                  |       |       |
| 26. September | Giulio Carlo Fagnano dei Toschi      | italienischer Mathematiker                       | 83    |       |
| 27. September | Christoph Ferdinand I. von Degenfeld | Herr zu Waibstadt, Unterbiegelhof und Ehrstädt   | 67    |       |
| 29. September | Caspar Bernet                        | Schweizer Bürgermeister                          | 68    |       |
| 30. September | Marie-Victoire de Noailles           | französische Adlige                              | 78    |       |

## Oktober
| Tag         | Name                        | Beruf, bekannt als                                                | Alter | Beleg |
| ----------- | --------------------------- | ----------------------------------------------------------------- | ----- | ----- |
| 1. Oktober  | Christian Ludwig von Kalsow | preußischer Generalleutnant                                       |       |       |
| 2. Oktober  | Jacques Hardion             | französischer Historiker, Übersetzer und königlicher Bibliothekar | 79    |       |
| 6. Oktober  | Jean Desgrouais             | französischer Romanist und Lexikograf                             |       |       |
| 7. Oktober  | André Chéron                | französischer Komponist, Cembalist, Organist und Dirigent         | 71    |       |
| 7. Oktober  | Sebastian Cönen             | deutscher Benediktinerabt                                         |       |       |
| 8. Oktober  | Carl Friedrich Richter      | deutscher Architekt und Berliner Baumeister                       |       |       |
| 8. Oktober  | Franciszek Bieliński        | polnischer Adeliger und Politiker                                 |       |       |
| 27. Oktober | Johann Georg Wolcker        | deutscher Kirchenmaler                                            |       |       |
| 31. Oktober | Franz von Som               | deutscher Jurist und Archivar                                     | 78    |       |

## November
| Tag          | Name                                                 | Beruf, bekannt als                                         | Alter | Beleg |
| ------------ | ---------------------------------------------------- | ---------------------------------------------------------- | ----- | ----- |
| 2. November  | Matthäus Vogel                                       | deutscher Jesuit, Schriftsteller und Volksmissionar        | 70    |       |
| 3. November  | Thomas Abbt                                          | deutscher Schriftsteller und Philosoph                     | 27    |       |
| 3. November  | Franz Kohl                                           | böhmisch-österreichischer Bildhauer                        | 55    |       |
| 5. November  | Christian Ernst von Windheim                         | deutscher evangelischer Theologe und Orientalist           | 44    |       |
| 6. November  | Unico Wilhelm van Wassenaer                          | niederländischer Adliger, Diplomat und Komponist           | 74    |       |
| 7. November  | Ignatz Mühlwenzel                                    | Jesuit, Mathematiker                                       |       |       |
| 7. November  | Jean-Marc Nattier                                    | französischer Maler des Rokoko                             | 81    |       |
| 11. November | Peter Joseph von Buschmann                           | Domherr in Köln                                            | 62    |       |
| 11. November | Friedrich (Schleswig-Holstein-Sonderburg-Glücksburg) | königlich dänischer General der Infanterie                 | 65    |       |
| 12. November | Lukas Anton van der Auwera                           | fränkischer Bildhauer                                      | 56    |       |
| 13. November | Nikolaus Friedrich Stöhr                             | deutscher Pädagoge und lutherischer Theologe               | 60    |       |
| 14. November | Christian August Naumann                             | deutscher Baumeister                                       |       |       |
| 16. November | Dominikus Zimmermann                                 | deutscher Stuckateur und Baumeister des Rokoko             | 81    |       |
| 17. November | Christian Karl Reinhard                              | Graf von Leiningen-Dagsburg-Falkenburg und Herr von Broich | 71    |       |
| 24. November | Thomas Chilcot                                       | Komponist und Organist                                     |       |       |
| 25. November | Johann Maria Farina                                  | Parfümhersteller                                           | 80    |       |
| 27. November | Juan Francisco de Güemes y Horcasitas                | Gouverneur von Kuba und Vizekönig von Neuspanien           | 85    |       |

## Dezember
| Tag          | Name                            | Beruf, bekannt als                                                        | Alter | Beleg |
| ------------ | ------------------------------- | ------------------------------------------------------------------------- | ----- | ----- |
| 12. Dezember | Johann Christoph Gottsched      | deutscher Gelehrter und Schriftsteller                                    | 66    |       |
| 15. Dezember | Adam Stanislaus Grabowski       | Fürstbischof von Ermland (1741–1766)                                      | 68    |       |
| 15. Dezember | Carlo Tessarini                 | italienischer Violinist und Komponist                                     |       |       |
| 15. Dezember | Christian Gottlieb von Zschock  | kaiserlicher Generalfeldwachtmeister                                      | 72    |       |
| 20. Dezember | Giorgio Massari                 | italienischer Architekt                                                   | 79    |       |
| 22. Dezember | Thomas-Simon Gueullette         | französischer Schriftsteller                                              | 83    |       |
| 24. Dezember | Elisabeth von Sachsen-Meiningen | Prinzessin von Sachsen-Meiningen und Äbtissin von Gandersheim (1713–1766) | 85    |       |
| 25. Dezember | Johann Jakob Quistorp           | deutscher Theologe                                                        | 49    |       |
| Dezember     | Johann Bernhard von Loen        | preußischer Generalmajor, Chef des Infanterieregiments S 56               |       |       |

## Datum unbekannt
| Tag | Name                                | Beruf, bekannt als                                       | Alter | Beleg |
| --- | ----------------------------------- | -------------------------------------------------------- | ----- | ----- |
|     | Felix Joseph de Abreu y Bertodano   | spanischer Diplomat und Botschafter                      |       |       |
|     | Pierre-Antoine-Joseph Du Monchaux   | französischer Arzt und Schriftsteller                    |       |       |
|     | Francesco Ferrigno                  | italienischer Architekt des Barock                       |       |       |
|     | Johann Philipp von Gemmingen        | Grundherr in Babstadt und Kälbertshausen                 |       |       |
|     | François-Jacques Guillotte          | französischer Officier de police und Enzyklopädist       |       |       |
|     | Johann Jakob Lagemann               | Büchsenmacher                                            |       |       |
|     | Hazin Lahiji                        | persischer Dichter                                       |       |       |
|     | Karl Matthias von Lepel             | preußischer Major                                        |       |       |
|     | Christoph Georg von Luck            | preußischer Oberst und Chef des Garnisonsregiments Nr. 1 |       |       |
|     | Christian Ernst Emanuel von Lembcke | preußischer Major                                        |       |       |
|     | Franz Anton Palko                   | österreichischer Porträtmaler                            |       |       |
|     | Johann Philipp Praetorius           | deutscher Librettist                                     |       |       |
|     | Mélanie de Salignac                 | französische Blinde                                      |       |       |